# L'Investigateur : journal de l'Institut historique
L'Investigateur : journal de l'Institut historique est un titre de presse fondé en 1833. Il s'agit d'une publication de la Société des études historiques.

## Historique
Fondé le 24 décembre 1833, L'Investigateur : journal de l'Institut historique est nommé ainsi pour indiquer les quatre missions de l'Institut historique :
1. L'Histoire générale et l'Histoire de France
2. L'Histoire des langues et des littératures
3. L'Histoire des sciences physiques, mathématiques, sociales et philosophiques
4. L'Histoire des beaux-arts[1].

Publication de référence conservée à la Bibliothèque de l'Arsenal, elle devient en 1913 la Revue des études historiques.
Son dernier numéro parait en janvier 1937.